# Новелови награди
Новелови награди е конкурс за млади български автори, просъществувал между 2007 и 2009 г. Конкурсът е организиран от издателство „Сиела“ с медийното партньорство на сайта „Кафене.бг“. Условията за участие са авторите да са на възраст до 25 години, техните творби да са на български език, да не са издавани дотогава и да са в обем между 50 и 100 машинописни страници. Всяка година се обявяват трима лауреати, чиито новели се публикуват в годишен сборник.

## Новелови награди 2007
Първото издание на конкурса се провежда през 2007 г. Журито е в състав Катя Атанасова (председател), Богдан Русев и Димитър Коцев. Участват 28 новелисти. Лауреати са Цвета Стоева - „Катя и хипопотамите“, Яна Калчева - „Себеутвърждаване“ и Петър Денчев - „Проста история“. Голямата награда е връчена на Цвета Стоева. Издаден е и сборник с наградените новели.

## Новелови награди 2008
През 2008 г. в състава на журито са поканени Захари Карабашлиев, автор на романа „18% сиво“, определен за литературно събитие на 2008 г. Амелия Личева - литературен критик, публицист и преподавател в Софийския университет „Св. Климент Охридски“ и Мила Вачева – редактор на отдел „Култура и стил“ на вестник „24 часа“.
В надпреварата се включват 26 млади автори.,  Победител е Биляна Атанасова на 25 години от Стара Загора, която печели първото място с новелата си „[Е]липси. За всеки ден и никога“, а нейни подгласници са Евгени Филипов „От начало докрай и обратно“ и Елица Бонева - „d’Ева“. Сборникът с новелите е издаден през месец април 2009 г.

## Новелови награди 2009
Третото издание на конкурса е обявено на 1 юли 2009 г. В журито са поканени Людмила Филипова, Йордан Ефтимов и Ясен Атанасов.
Номинирани са „Последната страница“ на Денимир Велчев, 24 г., „Имало едно време“ на Виктор Чулев, 20 г. от Ловеч и „Джером или трима души в една лодка“ на Преслав Ганев, 20 г. от София.